# Israel Football League 2018-2019
La Israel Football League 2018-2019 è la 12ª edizione del campionato di football americano di primo livello, organizzato da AFI.

## Squadre partecipanti
| Club                       | Città          | Stadio | Sponsor ufficiale    | Risultato nella stagione 2018 |
| -------------------------- | -------------- | ------ | -------------------- | ----------------------------- |
| Beersheva Black Swarm      | Be'er Sheva    |        |                      |                               |
| Haifa Underdogs            | Haifa          |        | Nemo’s               |                               |
| Jerusalem Lions            | Gerusalemme    |        | Big Blue             |                               |
| Judean Rebels              | Gerusalemme    |        |                      |                               |
| Mazkeret Batya Silverbacks | Mazkeret Batya |        | Rose Valley Crossfit |                               |
| Petah Tikva Troopers       | Petah Tiqwa    |        | Mike’s Place         |                               |
| Ramat HaSharon Hammers     | Ramat HaSharon |        |                      |                               |
| Tel Aviv Pioneers          | Tel Aviv       |        |                      |                               |

## Pre-season

### Week 1
| 1º novembre 2018, ore 20:00 | Jerusalem Lions | 44 – 46 | Petah Tikva Troopers |  |

| 2 novembre 2018, ore 10:00 | Ramat HaSharon Hammers | 8 – 28 | Haifa Underdogs |  |

### Week 2
| 9 novembre 2018, ore 10:00 | Mazkeret Batya Silverbacks | 12 – 26 | Tel Aviv Pioneers |  |

| 10 novembre 2018, ore 21:00 | Beersheva Black Swarm | 32 – 42 | Judean Rebels |  |

## Stagione regolare

### Calendario

#### 1ª giornata
| Gerusalemme 15 novembre 2018, ore 20:00 | Jerusalem Lions | 46 – 0 (23-0 9-0 7-0 7-0) referto | Tel Aviv Pioneers | Kraft Sports Campus (49 spett.)\| Arbitro: \| Greisas \| |
| Arbitro:                                | Greisas         |                                   |                   |                                                          |

| Petah Tiqwa 16 novembre 2018, ore 9:30 | Petah Tikva Troopers | 58 – 12 (22-6 16-6 14-0 6-0) referto | Judean Rebels | Stadio HaMoshava (21 spett.)\| Arbitro: \| Lavie-Ephrat \| |
| Arbitro:                               | Lavie-Ephrat         |                                      |               |                                                            |

| Gerusalemme 16 novembre 2018, ore 10:00 | Haifa Underdogs | 36 – 6 (6-0 20-0 7-0 3-6) referto | Mazkeret Batya Silverbacks | Kraft Sports Campus (18 spett.)\| Arbitro: \| Koussevitsky \| |
| Arbitro:                                | Koussevitsky    |                                   |                            |                                                               |

| Ramat HaSharon 17 novembre 2018, ore 20:15 | Ramat HaSharon Hammers | 48 – 37 (6-12 14-6 8-19 20-0) referto | Beersheva Black Swarm | (34 spett.)\| Arbitro: \| Friedman \| |
| Arbitro:                                   | Friedman               |                                       |                       |                                       |

#### 2ª giornata
| Gerusalemme 22 novembre 2018, ore 20:00 | Judean Rebels | 50 – 6 (20-0 22-6 8-0 0-0) referto | Beersheva Black Swarm | Kraft Sports Campus (51 spett.)\| Arbitro: \| Cohen \| |
| Arbitro:                                | Cohen         |                                    |                       |                                                        |

| Petah Tiqwa 22 novembre 2018, ore 20:30 | Petah Tikva Troopers | 28 – 13 (0-0 8-7 6-0 14-6) referto | Haifa Underdogs | Stadio HaMoshava (28 spett.)\| Arbitro: \| Friedman \| |
| Arbitro:                                | Friedman             |                                    |                 |                                                        |

| Mazkeret Batya 23 novembre 2018, ore 10:00 | Mazkeret Batya Silverbacks | 6 – 22 (0-8 0-6 6-8 0-0) referto | Tel Aviv Pioneers | (24 spett.)\| Arbitro: \| Luz \| |
| Arbitro:                                   | Luz                        |                                  |                   |                                  |

| Ramat HaSharon 24 novembre 2018, ore 20:15 | Ramat HaSharon Hammers | 6 – 63 (0-20 0-22 0-14 6-7) referto | Jerusalem Lions | (33 spett.)\| Arbitro: \| Koussevitsky \| |
| Arbitro:                                   | Koussevitsky           |                                     |                 |                                           |

#### 3ª giornata
| Gerusalemme 29 novembre 2018, ore 20:00 | Haifa Underdogs | 40 – 0 (20-0 10-0 0-0 10-0) referto | Ramat HaSharon Hammers | Kraft Sports Campus (38 spett.)\| Arbitro: \| Cohen \| |
| Arbitro:                                | Cohen           |                                     |                        |                                                        |

| Tel Aviv 30 novembre 2018, ore 10:11 | Tel Aviv Pioneers | 6 – 42 (0-20 6-22 0-0 0-0) referto | Petah Tikva Troopers | Università di Tel Aviv (41 spett.)\| Arbitro: \| Luz \| |
| Arbitro:                             | Luz               |                                    |                      |                                                         |

#### 4ª giornata
| Gerusalemme 6 dicembre 2018, ore 20:00 | Judean Rebels | 0 – 46 (0-0 0-18 0-14 0-14) referto | Jerusalem Lions | Kraft Sports Campus (22 spett.)\| Arbitro: \| Koussevitsky \| |
| Arbitro:                               | Koussevitsky  |                                     |                 |                                                               |

| Be'er Sheva 8 dicembre 2018, ore 21:00 | Beersheva Black Swarm | 24 – 12 (12-0 0-0 0-6 12-6) referto | Mazkeret Batya Silverbacks | AmphiPark (37 spett.)\| Arbitro: \| Luz \| |
| Arbitro:                               | Luz                   |                                     |                            |                                            |

#### 5ª giornata
| Gerusalemme 13 dicembre 2018, ore 20:00 | Ramat HaSharon Hammers | 8 – 28 (0-8 8-8 0-12 0-0) referto | Tel Aviv Pioneers | Kraft Sports Campus (32 spett.)\| Arbitro: \| Koussevitsky \| |
| Arbitro:                                | Koussevitsky           |                                   |                   |                                                               |

| Mazkeret Batya 14 dicembre 2018, ore 9:30 | Mazkeret Batya Silverbacks | 22 – 56 (6-8 8-36 0-12 8-0) referto | Petah Tikva Troopers | Mazkeret Batya Field (23 spett.)\| Arbitro: \| Sela \| |
| Arbitro:                                  | Sela                       |                                     |                      |                                                        |

| Netanya 14 dicembre 2018, ore 10:00 | Haifa Underdogs | 14 – 35 (7-14 7-6 0-8 0-7) referto | Jerusalem Lions | Istituto Wingate (17 spett.)\| Arbitro: \| Lavie-Ephrath \| |
| Arbitro:                            | Lavie-Ephrath   |                                    |                 |                                                             |

#### 6ª giornata
| Gerusalemme 20 dicembre 2018, ore 20:00 | Beersheva Black Swarm | 14 – 40 (8-7 6-7 0-13 0-13) referto | Haifa Underdogs | Kraft Sports Campus (10 spett.)\| Arbitro: \| Greisas \| |
| Arbitro:                                | Greisas               |                                     |                 |                                                          |

| Mazkeret Batya 21 dicembre 2018, ore 9:30 | Mazkeret Batya Silverbacks | 26 – 32 (0-6 13-12 6-0 7-14) referto | Judean Rebels | Mazkeret Batya Field (22 spett.)\| Arbitro: \| Luz \| |
| Arbitro:                                  | Luz                        |                                      |               |                                                       |

#### 7ª giornata
| Gerusalemme 27 dicembre 2018, ore 20:00 | Judean Rebels | 0 – 62 (0-22 0-26 0-14 0-0) referto | Petah Tikva Troopers | Kraft Sports Campus (8 spett.)\| Arbitro: \| Greisas \| |
| Arbitro:                                | Greisas       |                                     |                      |                                                         |

| Tel Aviv 28 dicembre 2018, ore 10:00 | Tel Aviv Pioneers | 28 – 8 (14-0 8-0 0-0 6-8) referto | Ramat HaSharon Hammers | Università di Tel Aviv (19 spett.)\| Arbitro: \| Koussevitsky \| |
| Arbitro:                             | Koussevitsky      |                                   |                        |                                                                  |

| Be'er Sheva 29 dicembre 2018, ore 20:45 | Beersheva Black Swarm | 6 – 50 (0-20 0-21 6-0 0-9) referto | Jerusalem Lions | Reisser (31 spett.)\| Arbitro: \| Sela \| |
| Arbitro:                                | Sela                  |                                    |                 |                                           |

#### 8ª giornata
| Petah Tiqwa 3 gennaio 2019, ore 20:30 | Petah Tikva Troopers | 64 – 18 (34-6 18-6 0-0 12-6) referto | Ramat HaSharon Hammers | Stadio HaMoshava (33 spett.)\| Arbitro: \| Lavie-Ephrat \| |
| Arbitro:                              | Lavie-Ephrat         |                                      |                        |                                                            |

| Mazkeret Batya 4 gennaio 2019, ore 10:00 | Mazkeret Batya Silverbacks | 14 – 36 (0-0 14-8 0-20 0-8) referto | Beersheva Black Swarm | Mazkeret Batya Field (37 spett.)\| Arbitro: \| Greisas \| |
| Arbitro:                                 | Greisas                    |                                     |                       |                                                           |

| Tel Aviv 4 gennaio 2019, ore 10:30 | Tel Aviv Pioneers | 24 – 6 (6-0 6-6 6-0 6-0) referto | Judean Rebels | Università di Tel Aviv (24 spett.)\| Arbitro: \| Luz \| |
| Arbitro:                           | Luz               |                                  |               |                                                         |

#### 9ª giornata
| Gerusalemme 10 gennaio 2019, ore 20:00 | Jerusalem Lions | 27 – 20 (6-8 7-0 0-6 14-6) referto | Petah Tikva Troopers | Kraft Sports Campus (108 spett.)\| Arbitro: \| Sela \| |
| Arbitro:                               | Sela            |                                    |                      |                                                        |

| Mazkeret Batya 11 gennaio 2019, ore 10:00 | Mazkeret Batya Silverbacks | 30 – 44 (0-7 14-30 8-0 8-7) referto | Haifa Underdogs | Mazkeret Batya Field (23 spett.)\| Arbitro: \| Sela \| |
| Arbitro:                                  | Sela                       |                                     |                 |                                                        |

#### 10ª giornata
| Gerusalemme 17 gennaio 2019, ore 20:00 | Judean Rebels | 0 – 41 (0-6 0-7 0-7 0-21) referto | Haifa Underdogs | Kraft Sports Campus (17 spett.)\| Arbitro: \| Greisas \| |
| Arbitro:                               | Greisas       |                                   |                 |                                                          |

| Tel Aviv 18 gennaio 2019, ore 10:00 | Tel Aviv Pioneers | 22 – 38 (8-0 0-6 6-12 8-20) referto | Jerusalem Lions | Università di Tel Aviv (23 spett.)\| Arbitro: \| Sela \| |
| Arbitro:                            | Sela              |                                     |                 |                                                          |

| Be'er Sheva 19 gennaio 2019, ore 20:30 | Beersheva Black Swarm | 50 – 28 (14-6 22-8 8-8 6-6) referto | Ramat HaSharon Hammers | AmphiPark (37 spett.)\| Arbitro: \| Sela \| |
| Arbitro:                               | Sela                  |                                     |                        |                                             |

#### 11ª giornata
| Gerusalemme 24 gennaio 2019, ore 20:00 | Jerusalem Lions | 29 – 9 (10-6 6-0 0-3 13-0) referto | Mazkeret Batya Silverbacks | Kraft Sports Campus (38 spett.)\| Arbitro: \| Koussevitsky \| |
| Arbitro:                               | Koussevitsky    |                                    |                            |                                                               |

| Ramat HaSharon 25 gennaio 2019, ore 10:00 | Ramat HaSharon Hammers | 24 – 32 (16-6 0-8 8-8 0-10) referto | Judean Rebels | (23 spett.)\| Arbitro: \| Friedman \| |
| Arbitro:                                  | Friedman               |                                     |               |                                       |

| Netanya 25 gennaio 2019, ore 10:00 | Haifa Underdogs | 25 – 28 (6-14 6-8 0-6 13-0) referto | Petah Tikva Troopers | Istituto Wingate (12 spett.)\| Arbitro: \| Lavie-Ephrat \| |
| Arbitro:                           | Lavie-Ephrat    |                                     |                      |                                                            |

| Be'er Sheva 26 gennaio 2019, ore 21:00 | Beersheva Black Swarm | 32 – 40 (6-12 0-6 6-6 20-16) referto | Tel Aviv Pioneers | Maccabi Be'er Sheva (27 spett.)\| Arbitro: \| Luz \| |
| Arbitro:                               | Luz                   |                                      |                   |                                                      |

#### 12ª giornata
| Gerusalemme 7 febbraio 2019, ore 20:00 | Jerusalem Lions | 53 – 12 (0-6 25-0 16-6 12-0) referto | Judean Rebels | Kraft Sports Campus (46 spett.)\| Arbitro: \| Koussevitsky \| |
| Arbitro:                               | Koussevitsky    |                                      |               |                                                               |

| Gerusalemme 8 febbraio 2019, ore 10:45 | Haifa Underdogs | 14 – 6 (d.t.s.) (6-0 0-0 0-6 0-0 8-0) referto | Tel Aviv Pioneers | Kraft Sports Campus (44 spett.)\| Arbitro: \| Sela \| |
| Arbitro:                               | Sela            |                                               |                   |                                                       |

| Petah Tiqwa 8 febbraio 2019, ore 10:00 | Petah Tikva Troopers | 56 – 20 (8-12 28-8 14-0 6-0) referto | Beersheva Black Swarm | Stadio HaMoshava (45 spett.)\| Arbitro: \| Lavie-Ephrat \| |
| Arbitro:                               | Lavie-Ephrat         |                                      |                       |                                                            |

| Ramat HaSharon 9 febbraio 2019, ore 20:08 | Ramat HaSharon Hammers | 0 – 28 (0-7 0-8 0-7 0-6) referto | Mazkeret Batya Silverbacks | (25 spett.)\| Arbitro: \| Greisas \| |
| Arbitro:                                  | Greisas                |                                  |                            |                                      |

### Classifica
La classifica della regular season è la seguente:
- PCT = percentuale di vittorie, G = partite giocate, V = partite vinte, P = partite perse, PF = punti fatti, PS = punti subiti

| Pos. | Squadra                    | PCT   | G | V | N | P | PF  | PS  |
| ---- | -------------------------- | ----- | - | - | - | - | --- | --- |
| 1    | Jerusalem Lions            | 1.000 | 9 | 9 | 0 | 0 | 387 | 89  |
| 2    | Petah Tikva Troopers       | .889  | 9 | 8 | 0 | 1 | 414 | 143 |
| 3    | Haifa Underdogs            | .667  | 9 | 6 | 0 | 3 | 267 | 147 |
| 4    | Tel Aviv Pioneers          | .556  | 9 | 5 | 0 | 4 | 176 | 200 |
| 5    | Judean Rebels              | .333  | 9 | 3 | 0 | 6 | 144 | 340 |
| 6    | Beersheva Black Swarm      | .333  | 9 | 3 | 0 | 6 | 225 | 338 |
| 7    | Mazkeret Batya Silverbacks | .111  | 9 | 1 | 0 | 8 | 153 | 279 |
| 8    | Ramat HaSharon Hammers     | .111  | 9 | 1 | 0 | 8 | 140 | 370 |

## Playoff

### Tabellone
|  | Wild Card | Wild Card         | Wild Card |  |  | Semifinali | Semifinali           | Semifinali |  |  | XII Israel Bowl | XII Israel Bowl      | XII Israel Bowl |
|  |           |                   |           |  |  |            |                      |            |  |  |                 |                      |                 |
|  |           |                   |           |  |  | 1          | Jerusalem Lions      | 47         |  |  |                 |                      |                 |
|  | 4         | Tel Aviv Pioneers | 44        |  |  | 4          | Tel Aviv Pioneers    | 8          |  |  |                 |                      |                 |
|  | 5         | Judean Rebels     | 16        |  |  |            |                      |            |  |  | 1               | Jerusalem Lions      | 29              |
|  |           |                   |           |  |  |            |                      |            |  |  | 2               | Petah Tikva Troopers | 26              |
|  |           |                   |           |  |  | 2          | Petah Tikva Troopers | 32         |  |  |                 |                      |                 |
|  |           |                   |           |  |  | 3          | Haifa Underdogs      | 14         |  |  |                 |                      |                 |

### Wild card
| 15 febbraio 2019, ore 9:00 | Tel Aviv Pioneers | 44 – 16 | Judean Rebels |  |

### Semifinali
| Gerusalemme 21 febbraio 2019, ore 19:00 | Jerusalem Lions | 47 – 8 (12-0 6-8 22-0 7-0) referto | Tel Aviv Pioneers | Kraft Sports Campus |

| Petah Tiqwa 22 febbraio 2019, ore 9:00 | Petah Tikva Troopers | 32 – 14 (8-0 18-0 0-0 6-14) referto | Haifa Underdogs | Stadio HaMoshava |

### XII Israel Bowl
| Gerusalemme 28 febbraio 2019, ore 19:15 | Jerusalem Lions | 29 – 26 (14-0 7-12 0-8 8-6) referto | Petah Tikva Troopers | Kraft Sports Campus |

## Verdetti
- Jerusalem Lions Campioni di Israele 2018-2019 (4º titolo)